# Leonid Wiktorowitsch Wladimirski

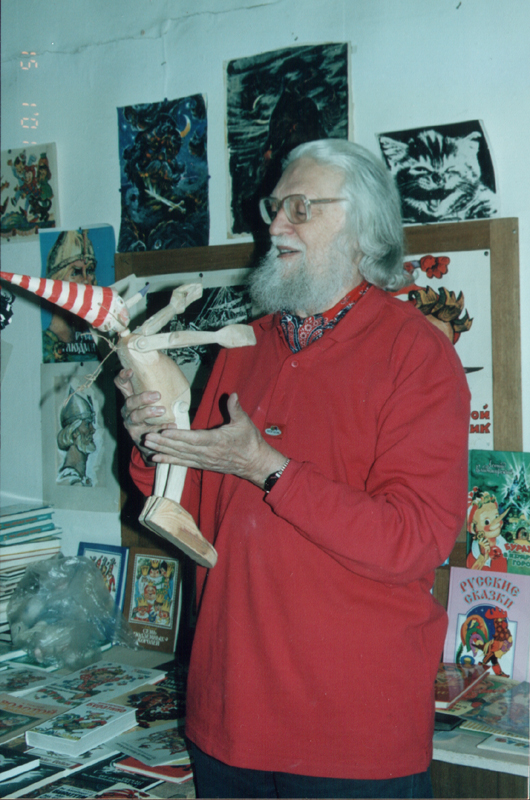
Leonid Wladimirski (2002)

Leonid Wiktorowitsch Wladimirski (russisch Леонид Викторович Владимирский, wiss. Transliteration Leonid Viktorovič Vladimirskij; * 21. September 1920 in Moskau; † 18. April 2015) war ein russischer Grafiker und Illustrator. Mit seinen Zeichnungen für verschiedene Burattino-Bücher und die Smaragdenstadt-Bücher von Alexander Wolkow erlangte er große Bekanntheit im russischsprachigen Raum und den ehemaligen Ostblockstaaten.

## Leben
Nach dem Besuch der Schule ging Wladimirski an eine Bauhochschule, an der er jedoch nur drei Kurse absolvieren konnte, da er im August 1941 in die Armee eingezogen wurde.
Nach seiner Entlassung aus dem Militär belegte er am Gerassimow-Institut für Kinematographie einen Kurs für Trickfilm, welchen er 1951 mit Auszeichnung abschließen konnte.
1953 illustrierte Wladimirski das Buch von Alexei Tolstoi Die Abenteuer des Burattino, 1959 das erste Buch der Smaragdenstadt-Reihe, Der Zauberer der Smaragdenstadt. Letzteres wurde mit Wladimirskis Illustrationen später in der Sowjetunion und in Russland über 110-mal wiederaufgelegt. In den 1960er-Jahren schuf Wladimirski Illustrationen zu einer Vielzahl von weiteren Kinderbüchern mit einer Gesamtauflage von über 20 Millionen Exemplaren. 1974 erhielt Wladimirski für sein Werk die sowjetische Ehrenauszeichnung „Verdienter Künstler der RSFSR“ verliehen.
1995 erschien in Russland das von Wladimirski verfasste Buch Burattino sucht einen Schatz als Fortsetzung der Burattino-Reihe. Ein Jahr später folgte Burattino in der Smaragdenstadt. Beide Bücher sind bisher nicht in Deutschland erschienen. 2001 schuf Wladimirski die Illustrationen für die Smaragdenstadt-Erzählung Goodwin der Schreckliche von Sergei Suchinow.
Wladimirski war verheiratet und hatte eine Tochter.

## Werke

### Smaragdenstadt-Bücher
- Goodwin der Schreckliche
- Der Zauberer der Smaragdenstadt
- Der schlaue Urfin und seine Holzsoldaten
- Die sieben unterirdischen Könige
- Der Feuergott der Marranen
- Der gelbe Nebel
- Das Geheimnis des verlassenen Schlosses

### Weitere
- Die Abenteuer des Burattino oder Das goldene Schlüsselchen; Leipzig 1992
- Burattino auf Schatzsuche; Leipzig Oktober 2020
- Buratino in der Smaragdenstadt (nicht in Deutsch erschienen)

## Dokumentationen
- Thomas Gaevert Wege nach Oz, Hörfunkdokumenation über Lyman Frank Baum, Alexander Wolkow und Leonid Wladimirsky, Produktion: Südwestrundfunk 2009, Erstsendung: SWR 2, 21. Juni 2009. (55 Min.)